# Nearby Share
Nearby Share는 구글의 모바일 및 데스크톱 운영 체제 Android 및 Chrome의 기능이다. AirDrop 및 Android Beam과 유사하게 블루투스 및 Wi-Fi를 통해 데이터를 전송할 수 있는 소프트웨어이다. 연락처 공유는 현재의 장치 설정 서비스 약관에 동의하여 자동으로 선택된다. Nearby Share는 이미지, 비디오, 텍스트, 연락처 정보, 길 안내, 유튜브 비디오 및 기타 데이터의 신속한 단거리 교환을 가능하게 한다. 2020년 8월 4일에 일반 대중에게 공식적으로 공개되었다. 이 기능을 통해 사용자는 콘텐츠를 간단한 탭으로 보내는 데 필요한 시간을 줄일 수 있다. Nearby Share는 콘텐츠 공유에 최적의 프로토콜을 자동으로 사용하여 사용자가 인터넷에 연결되지 않은 경우에도 콘텐츠를 공유할 수 있다.

## 설명

### 사용성
주변 공유는 보낸 사람과 받는 사람 모두에서 이 기능을 활성화하여 활성화된다. 콘텐츠를 보낼 수 있는 경우 공유할 수 있는 연락처 목록이 있는 하단 시트가 나타난다. 목록에서 연락처를 선택하면 수신인에게 전송 확인을 요구하는 메시지가 전송된다. 콘텐츠가 전송되면 두 장치 모두 열린 하단 시트를 닫은 화면의 콘텐츠로 돌아간다.

### 요구사항 및 가용성
Nearby Share를 사용하려면 스마트폰 및 태블릿 모두 안드로이드 6 이상 필요하다. 구글은 또한 크롬북에서 니어사이드 공유를 시작했으며 윈도우가 곧 지원을 받을 것이라고 밝혔다.

### 옵션
Nearby Share는 사용자에게 블루투스, Bluetooth Low Energy, WebRTC, P2P Wi-Fi 중 어떤 프로토콜(기본값은 자동으로 덮어쓸 수 있음)을 선택할 수 있는 옵션을 제공하며, 사용자 목록에서 사용자의 전화를 볼 수 있는 사용자를 지정할 수 있다. 사용자의 장치를 모든 연락처, 일부 특정 연락처, 주변의 모든 사람 또는 아무도 볼 수 없도록 하는 옵션을 제공한다.

## 같이 보기
- iOS용 애플 버전인 에어드롭
- Briar (소프트웨어), 안드로이드용 독립 카피레프트 앱
- 안드로이드에서 파일을 공유하기 위한 무료 독점 Wi-Fi P2P 다중 사용자 앱인 Shoutr
- 유사한 기술인 와이파이 다이렉트
- Zapya, Wi-Fi를 통한 무료 독점 파일 전송